# Kamer van volksvertegenwoordigers (samenstelling 2007-2010)
De lijst van leden van de Belgische Kamer van volksvertegenwoordigers van 2007 tot 2010. De Kamer van volksvertegenwoordigers telt momenteel 150 leden. Het federale kiesstelsel is gebaseerd op algemeen enkelvoudig stemrecht voor alle Belgen van 18 jaar en ouder, volgens een systeem van evenredige vertegenwoordiging op basis van de methode-D'Hondt, gecombineerd met een districtenstelsel en met een kiesdrempel van 5 %. De 52ste legislatuur van de Kamer volgde uit de verkiezingen van 10 juni 2007.
Op 28 juni 2007 werden tijdens de eedaflegging, geleid door het langst zetelende Kamerlid Colette Burgeon, van 149 Kamerleden 13 verkozenen reeds vervangen door opvolgers. Herman De Croo was afwezig wegens ziekte. Zij werd bijgestaan door de twee jongste Kamerleden, Juliette Boulet en Barbara Pas, die na een uur werd vervangen door Hilâl Yalçin die enkele maanden jonger bleek.
Op 5 juli werd Herman De Croo beëdigd, en nogmaals acht Kamerleden vervangen door hun opvolgers. Het betreft Franstalige parlementsleden, die een uitvoerend mandaat hebben in gemeenschaps- of gewestregering.
Het parlement werd op 6 mei 2010 van rechtswege ontbonden door de stemming van de te wijzigen grondwetsartikels.
De legislatuur controleerde de werking van volgende regeringen: de regering-Verhofstadt III  (21 december 2007 - 20 maart 2008), de regering-Leterme I (20 maart 2008 - 20 december 2008), de regering-Van Rompuy (30 december 2008 - 25 november 2009) en de regering-Leterme II (25 november 2009 - 6 december 2011). Deze waren samengesteld uit CD&V, Open Vld, MR, PS en cdH en werden tot 23 september 2008 gesteund door N-VA. De oppositiepartijen waren dus sp.a, Vlaams Belang, LDD, Groen!, Ecolo, FN en vanaf 23 september 2008 N-VA.

## Zittingen
In de 52ste zittingsperiode (2007-2010) vonden vier zittingen plaats. Van rechtswege kwamen de Kamers ieder jaar bijeen op de tweede dinsdag van oktober.
| Zitting               | Opening         | Sluiting        |
| --------------------- | --------------- | --------------- |
| buitengewone zitting  | 28 juni 2007    | 8 oktober 2007  |
| 2de zitting 2007-2008 | 9 oktober 2007  | 13 oktober 2008 |
| 3de zitting 2008-2009 | 14 oktober 2008 | 12 oktober 2009 |
| 4de zitting 2009-2010 | 13 oktober 2009 | 7 mei 2010      |

De Kamers werden van rechtswege ontbonden door de verklaring tot herziening van de Grondwet van 7 mei 2010.

## Basisgegevens
De kamer heeft sinds 10 juni 2007 de volgende samenstelling.
Het totale aantal kiesgerechtigde personen in deze verkiezing was 7.720.796. Het totale aantal uitgebrachte stemmen was 7.032.077. Hiervan waren 6.671.360 stemmen, geldig uitgebrachte stemmen, en 360.717 stemmen, ongeldig uitgebrachte of blanco stemmen.
Aldus gingen 688.719 kiesgerechtigden niet stemmen. Samen met de 360.717 kiezers die blanco of ongeldig gestemd hebben, betekent dat dat 1.049.436 kiesgerechtigden niet deelnemen aan het eigenlijke verkiezingsproces. Dat is 13,6 % van het electoraat.
De kantons van Brussel-Hoofdstad zijn koploper in electoraal absenteïsme. In het kanton Brussel ging één op zes inwoners niet stemmen en bedroeg het percentage stemonthouding 17,1 %. In het kanton Ukkel was dat 16,1 %, in Molenbeek 15,7 %, in Elsene 15,3 %, in Anderlecht 15,2 % en in Sint-Gillis 15,1 %. Van de vijftig kantons met de grootste participatie bevinden er zich 43 in Vlaanderen en 7 in Wallonië. De kantons met de minste participatie zijn alle Brusselse kantons, 27 Waalse en twee Vlaamse.
Het stemmenaantal is een eerste bepalende factor voor de zetelverdeling. Het kiesstelsel en het kiessysteem zijn een tweede en derde bepalende factor voor de zetelverdeling. Het kiesstelsel voorziet geen verhoudingsgewijze zetelverdeling op basis van de totale stemmenaantal binnen één nationale kiesomschrijving, waarbij elke uitgebrachte stem een gelijke waarde heeft in de bepaling van de zetelsterkte van de deelnemende kieslijsten. Dit gebeurt via een getrapt systeem van regionale kieskringen of kiesarrondissementen. Deze kieskringen krijgen elk een te verdelen aantal zetels toebedeeld op basis van het aantal inwoners en niet het aantal stemgerechtigden. Zo zijn er momenteel 11 kieskringen voor federale parlementsverkiezingen (kamer). Voor de verkiezingen van 2007 was de verdeling als volgt:
- kiesarrondissement Antwerpen: 24 zetels
- kiesarrondissement Brussel-Halle-Vilvoorde: 22 zetels
- kiesarrondissement Oost-Vlaanderen: 20 zetels
- kiesarrondissement Henegouwen: 19 zetels
- kiesarrondissement West-Vlaanderen: 16 zetels
- kiesarrondissement Luik: 15 zetels
- kiesarrondissement Limburg: 12 zetels
- kiesarrondissement Leuven: 7 zetels
- kiesarrondissement Waals-Brabant: 5 zetels
- kiesarrondissement Namen: 6 zetels
- kiesarrondissement Luxemburg: 4 zetels

Op de provincie Vlaams-Brabant en het extraprovinciale gebied bestaande uit Brussel en de 18 omringende gemeenten na, lopen de grenzen van de kiesarrondissementen voor de kamer gelijk met die van de provincies. Daardoor zijn enkel Brussel-Halle-Vilvoorde en Leuven aparte kieskringen:
- het kiesarrondissement Leuven is tevens een gerechtelijk en een bestuurlijk arrondissement. Het ligt volledig in het Vlaams Gewest en behoort tot het eentalig gebied van de Vlaamse Gemeenschap.
- het kiesarrondissement Brussel-Halle-Vilvoorde is tevens een gerechtelijk arrondissement, dat is samengesteld uit twee bestuurlijke arrondissementen, namelijk:
  - het bestuurlijk arrondissement Brussel-Hoofdstad behoort tot het Brussels Hoofdstedelijk Gewest en volledig samenvalt met het tweetalige gebied Brussel-Hoofdstad. Dit bestuurlijk arrondissement is het enige gebied in België dat niet tot een provincie behoort, maar wel beschikt over een gouverneur.
  - het bestuurlijk arrondissement Halle-Vilvoorde behoort tot het Vlaams Gewest en behoort tot het eentalig gebied van de Vlaamse Gemeenschap. De zes faciliteitengemeenten rond Brussel behoren integraal hiertoe. Het bestuurlijk arrondissement behoort verder tot de provincie Vlaams-Brabant.

## Samenstelling
| Begin legislatuur (2007) | Begin legislatuur (2007) | Begin legislatuur (2007) | Einde legislatuur (2010) | Einde legislatuur (2010) | Einde legislatuur (2010) |
| Fractie                  | Fractie                  | Zetels                   | Fractie                  | Fractie                  | Zetels                   |
| ------------------------ | ------------------------ | ------------------------ | ------------------------ | ------------------------ | ------------------------ |
|                          | CD&V/N-VA                | 30                       |                          | CD&V                     | 23                       |
|                          | MR                       | 23                       |                          | MR                       | 23                       |
|                          | PS                       | 20                       |                          | PS                       | 20                       |
|                          | Open Vld                 | 18                       |                          | Open Vld                 | 18                       |
|                          | Vlaams Belang            | 17                       |                          | Vlaams Belang            | 15                       |
|                          | sp.a-Spirit              | 14                       |                          | sp.a                     | 14                       |
|                          | Ecolo/Groen!             | 12                       |                          | Ecolo/Groen!             | 12                       |
|                          | cdH                      | 10                       |                          | cdH                      | 10                       |
|                          | LDD                      | 5                        |                          | N-VA                     | 8                        |
|                          | FN                       | 1                        |                          | LDD                      | 5                        |
|                          |                          |                          |                          | FN                       | 1                        |
|                          |                          |                          |                          | Onafhankelijk            | 1                        |

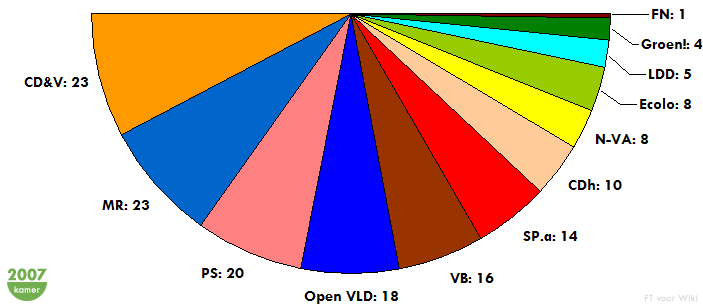
Zetelverdeling van de Kamer van volksvertegenwoordigers op 10 juni 2007.

Wijzigingen in fractiesamenstelling:
- In 2008 splitst de N-VA zich af van de CD&V/N-VA-fractie. De zes fractieleden Els De Rammelaere, Peter Luykx, Sarah Smeyers, Bart De Wever, Flor Van Noppen en Jan Jambon zetelen voortaan in de N-VA-fractie. De aparte CD&V-fractie telt voortaan 24 leden.
- Eind 2008 vinden er enkele wijzigingen plaats in de N-VA-fractie. Peter Luykx verdwijnt uit de Kamer, terwijl Patrick De Groote en Ben Weyts toetreden tot de assemblee. De N-VA-fractie telt vanaf dan zeven leden, terwijl de CD&V-fractie naar 23 leden daalt.
- In 2009 verlaat Dirk Vijnck de LDD-fractie, waardoor de fractie nog maar vier leden telt. Dirk Vijnck keert korte tijd later terug naar zijn partij, waardoor het fractieaantal op 5 leden blijft.
- In 2009 verlaat Luc Sevenhans het Vlaams Belang. Enkele maanden later treedt hij toe tot de N-VA-fractie, die vanaf dan acht leden telt.
- In 2010 verlaat Bruno Stevenheydens het Vlaams Belang. Hij zetelt vanaf dan als onafhankelijke.

## Lijst van de volksvertegenwoordigers
| Volksvertegenwoordiger               | Fractie        | Kieskring               | Taalgroep  | Opmerkingen |
| ------------------------------------ | -------------- | ----------------------- | ---------- | --- |
| Luc Peetermans                       | CD&V           | Antwerpen               | Nederlands | Vervangt vanaf 25 november 2009 Inge Vervotte, minister in de Federale Regering. Vervotte werd eerder van 21 december 2007 tot 30 december 2008 als minister in de Federale Regering vervangen door Katrien Schryvers. |
| Kristof Waterschoot                  | CD&V           | Antwerpen               | Nederlands | Vervangt vanaf 2 juli 2009 Bart De Wever (N-VA), die lid wordt van het Vlaams Parlement. De Wever was ondervoorzitter tot 14 oktober 2008. |
| Jan Jambon                           | N-VA           | Antwerpen               | Nederlands | Vervangt vanaf 28 juni 2007 Kris Peeters (CD&V), minister in de Vlaamse Regering. Jambon is vanaf 15 oktober 2008 voorzitter van de N-VA-fractie. |
| Servais Verherstraeten               | CD&V           | Antwerpen               | Nederlands | Quaestor tot 21 december 2007 en voorzitter van de CD&V-N-VA/CD&V-fractie vanaf 21 december 2007. |
| Mia De Schamphelaere                 | CD&V           | Antwerpen               | Nederlands | Tot 2 juli 2009 voorzitter van de commissie Justitie en ondervoorzitter vanaf 2 juli 2009. |
| Jef Van den Bergh                    | CD&V           | Antwerpen               | Nederlands | |
| Flor Van Noppen                      | N-VA           | Antwerpen               | Nederlands | |
| Mark Verhaegen                       | CD&V           | Antwerpen               | Nederlands | |
| Ben Weyts                            | N-VA           | Brussel-Halle-Vilvoorde | Nederlands | Vervangt vanaf 31 december 2008 Herman Van Rompuy (CD&V), minister in de Federale Regering. Van Rompuy was tot 31 december 2008 voorzitter van de Kamer en voorzitter van de commissie Herziening van de Grondwet en Hervorming der Instellingen. |
| Michel Doomst                        | CD&V           | Brussel-Halle-Vilvoorde | Nederlands | |
| Sonja Becq                           | CD&V           | Brussel-Halle-Vilvoorde | Nederlands | Van 14 oktober 2008 tot 2 juli 2009 voorzitter van de commissie belast met de Problemen inzake Handels- en Economisch Recht en vanaf 2 juli 2009 voorzitter van de commissie Justitie. |
| Ingrid Claes                         | CD&V           | Leuven                  | Nederlands | Vervangt vanaf 22 maart 2008 Carl Devlies, staatssecretaris in de Federale Regering. |
| Katrien Partyka                      | CD&V           | Leuven                  | Nederlands | |
| Peter Luykx                          | N-VA           | Limburg                 | Nederlands | Vervangt vanaf 2 juli 2009 Jo Vandeurzen (CD&V), die lid wordt van het Vlaams Parlement. Luykx verving eerder van 21 december 2007 tot 30 december 2008 Jo Vandeurzen toen die minister in de Federale Regering was. Vandeurzen was van 23 april tot 30 juni 2009 ondervoorzitter. |
| Raf Terwingen                        | CD&V           | Limburg                 | Nederlands | Vervangt vanaf 28 juni 2007 Johan Sauwens, die verkiest om in het Vlaams Parlement te blijven zetelen. |
| Liesbeth Van der Auwera              | CD&V           | Limburg                 | Nederlands | |
| Gerald Kindermans                    | CD&V           | Limburg                 | Nederlands | Quaestor van 13 februari tot 16 juli 2009 en vanaf 2 juli 2009 voorzitter van de commissie belast met de Problemen inzake Handels- en Economisch Recht. |
| Hilâl Yalçin                         | CD&V           | Limburg                 | Nederlands | Vervangt vanaf 28 juni 2007 Jan Peumans (N-VA), die verkiest om in het Vlaams Parlement te blijven zetelen. |
| Jenne De Potter                      | CD&V           | Oost-Vlaanderen         | Nederlands | Vervangt vanaf 17 januari 2008 Peter Leyman, die de nationale politiek verlaat. |
| Sarah Smeyers                        | N-VA           | Oost-Vlaanderen         | Nederlands | Tot 14 oktober 2008 voorzitter van de commissie belast met de Problemen inzake Handels- en Economisch Recht. |
| Lieve Van Daele                      | CD&V           | Oost-Vlaanderen         | Nederlands | Vervangt vanaf 21 december 2007 Pieter De Crem, die minister in de Federale Regering wordt. De Crem was tot 21 december 2007 voorzitter van de CD&V-N-VA-fractie en tot 21 december 2007 voorzitter van de commissie Binnenlandse Zaken, Algemene Zaken en Openbaar Ambt. |
| Stefaan Vercamer                     | CD&V           | Oost-Vlaanderen         | Nederlands | |
| Leen Dierick                         | CD&V           | Oost-Vlaanderen         | Nederlands | |
| Ilse Uyttersprot                     | CD&V           | Oost-Vlaanderen         | Nederlands | |
| Hendrik Bogaert                      | CD&V           | West-Vlaanderen         | Nederlands | |
| Patrick De Groote                    | N-VA           | West-Vlaanderen         | Nederlands | Vervangt vanaf 31 december 2008 Stefaan De Clerck (CD&V), minister in de Federale Regering. De Clerck was quaestor van 10 januari tot 30 december 2008. |
| Luc Goutry                           | CD&V           | West-Vlaanderen         | Nederlands | Quaestor. |
| Nathalie Muylle                      | CD&V           | West-Vlaanderen         | Nederlands | |
| Roel Deseyn                          | CD&V           | West-Vlaanderen         | Nederlands | |
| Els De Rammelaere                    | N-VA           | West-Vlaanderen         | Nederlands | |
| Olivier Maingain                     | MR             | Brussel-Halle-Vilvoorde | Frans      | Quaestor. |
| Corinne De Permentier                | MR             | Brussel-Halle-Vilvoorde | Frans      | Secretaris tot 22 maart 2008 en ondervoorzitter vanaf 22 maart 2008. |
| François-Xavier de Donnea            | MR             | Brussel-Halle-Vilvoorde | Frans      | Voorzitter van de commissie Financiën en Begroting. |
| Xavier Baeselen                      | MR             | Brussel-Halle-Vilvoorde | Frans      | Vervangt vanaf 22 maart 2008 Bernard Clerfayt, die staatssecretaris in de Federale Regering wordt. |
| Daniel Ducarme                       | MR             | Brussel-Halle-Vilvoorde | Frans      | |
| Eric Libert                          | MR             | Brussel-Halle-Vilvoorde | Frans      | Vervangt vanaf 25 juni 2009 Florence Reuter, die lid wordt van het Waals Parlement. |
| Françoise Colinia                    | MR             | Henegouwen              | Frans      | Vervangt vanaf 25 juni 2009 Jean-Luc Crucke, die lid wordt van het Waals Parlement. |
| Jacqueline Galant                    | MR             | Henegouwen              | Frans      | |
| Marie-Christine Marghem              | MR             | Henegouwen              | Frans      | |
| Denis Ducarme                        | MR             | Henegouwen              | Frans      | |
| Jean-Jacques Flahaux                 | MR             | Henegouwen              | Frans      | |
| Olivier Destrebecq                   | MR             | Henegouwen              | Frans      | Vervangt vanaf 22 maart 2008 Olivier Chastel, die staatssecretaris in de Federale Regering wordt. Chastel was ondervoorzitter tot 20 maart 2008. |
| Josée Lejeune                        | MR             | Luik                    | Frans      | Vervangt vanaf 21 december 2007 Didier Reynders, minister in de Federale Regering. |
| Kattrin Jadin                        | MR             | Luik                    | Frans      | |
| Daniel Bacquelaine                   | MR             | Luik                    | Frans      | Voorzitter van de MR-fractie. |
| Luc Gustin                           | MR             | Luik                    | Frans      | Vervangt vanaf 25 juni 2009 Pierre-Yves Jeholet, die lid wordt van het Waals Parlement. |
| Olivier Hamal                        | MR             | Luik                    | Frans      | Vervangt vanaf 28 juni 2007 Hervé Jamar, die verkiest om lid te blijven van het Waals Parlement. |
| Philippe Collard                     | MR             | Luxemburg               | Frans      | Secretaris vanaf 22 maart 2008. |
| Carine Lecomte                       | MR             | Luxemburg               | Frans      | |
| David Clarinval                      | MR             | Namen                   | Frans      | Vervangt vanaf 21 december 2007 Sabine Laruelle, minister in de Federale Regering. |
| François Bellot                      | MR             | Namen                   | Frans      | Voorzitter van de commissie Infrastructuur, Verkeer en Overheidsbedrijven. |
| Jacques Otlet                        | MR             | Waals-Brabant           | Frans      | Vervangt vanaf 21 december 2007 Charles Michel, minister in de Federale Regering. |
| Valérie De Bue                       | MR             | Waals-Brabant           | Frans      | |
| Jean Cornil                          | PS             | Brussel-Halle-Vilvoorde | Frans      | Vervangt vanaf 21 december 2007 Laurette Onkelinx, minister in de Federale Regering. |
| Yvan Mayeur                          | PS             | Brussel-Halle-Vilvoorde | Frans      | Vanaf 24 april 2008 voorzitter van de commissie Sociale Zaken. |
| Karine Lalieux                       | PS             | Brussel-Halle-Vilvoorde | Frans      | Vervangt vanaf 28 juni 2007 Charles Picqué, minister in de Brusselse Hoofdstedelijke Regering. |
| Marie Arena                          | PS             | Henegouwen              | Frans      | Werd als minister in de Franse Gemeenschapsregering van 5 juli tot 19 juli 2007 vervangen door Camille Dieu, van 19 juli 2007 tot 25 juni 2009 door Bruno Van Grootenbrulle en van 25 juni 2009 tot 17 juli 2009 door Isabelle Privé. |
| Camille Dieu                         | PS             | Henegouwen              | Frans      | Vervangt van 5 tot 19 juli 2007 Marie Arena, minister in de Franse Gemeenschapsregering, en vanaf 19 juli 2007 minister in de Waalse Regering Rudy Demotte. Dieu is vanaf 14 oktober 2008 secretaris. |
| Patrick Moriau                       | PS             | Henegouwen              | Frans      | |
| Colette Burgeon                      | PS             | Henegouwen              | Frans      | Quaestor tot 17 januari 2008, ondervoorzitter van 17 januari 2008 tot 16 juli 2009 en vanaf 16 juli 2009 opnieuw quaestor. |
| Philippe Blanchart                   | PS             | Henegouwen              | Frans      | Vervangt vanaf 25 juni 2009 Sophie Pécriaux, die lid wordt van het Waals Parlement. Pécriaux verving van 21 december 2007 tot 25 juni 2009 minister in de Federale Regering Christian Dupont. |
| Eric Thiébaut                        | PS             | Henegouwen              | Frans      | |
| Bruno Van Grootenbrulle              | PS             | Henegouwen              | Frans      | Vervangt vanaf 25 juni 2009 Elio Di Rupo, die lid wordt van het Waals Parlement. Van 5 juli tot 19 juli 2007 verving hij eerder ook Elio Di Rupo toen die minister in de Waalse Regering was. |
| Thierry Giet                         | PS             | Luik                    | Frans      | Vervangt vanaf 5 juli 2007 Michel Daerden, minister in de Waalse Regering. Giet is vanaf 5 juli 2007 voorzitter van de PS-fractie. |
| Guy Coëme                            | PS             | Luik                    | Frans      | |
| Marie-Claire Lambert                 | PS             | Luik                    | Frans      | |
| Alain Mathot                         | PS             | Luik                    | Frans      | |
| André Frédéric                       | PS             | Luik                    | Frans      | Tot 17 januari 2008 voorzitter van de commissie Sociale Zaken en vanaf 17 januari 2008 voorzitter van de commissie Binnenlandse Zaken, Algemene Zaken en Openbaar Ambt. |
| Linda Musin                          | PS             | Luik                    | Frans      | |
| André Perpète                        | PS             | Luxemburg               | Frans      | |
| Valérie Déom                         | PS             | Namen                   | Frans      | Vervangt vanaf 24 april 2008 Jean-Marc Delizée, staatssecretaris in de Federale Regering. Déom verving eerder van 5 juli tot 19 juli 2007 Claude Eerdekens, ontslagnemend minister in de Franse Gemeenschapsregering. Déoms voorganger Jean-Marc Delizée verving van 28 juni 2007 tot 19 april 2008 Maryse Declercq-Robert, die verkoos om gedeputeerde van Namen te blijven, en was tot 17 januari 2008 ondervoorzitter en van 17 januari tot 19 april 2008 voorzitter van de commissie Sociale Zaken. |
| Guy Milcamps                         | PS             | Namen                   | Frans      | Vervangt vanaf 16 juli 2009 Claude Eerdekens, die lid wordt van het Waals Parlement. Eerdekens werd eerder van 5 tot 19 juli 2007 als ontslagnemend minister in de Franse Gemeenschapsregering vervangen door Valérie Déom en was tot 17 januari 2008 voorzitter van de commissie Justitie en quaestor van 17 januari 2008 tot 16 juli 2009. |
| André Flahaut                        | PS             | Waals-Brabant           | Frans      | Ondervoorzitter vanaf 16 juli 2009. |
| Gerolf Annemans                      | Vlaams Belang  | Antwerpen               | Nederlands | Voorzitter van de Vlaams Belang-fractie. |
| Alexandra Colen                      | Vlaams Belang  | Antwerpen               | Nederlands | |
| Bruno Valkeniers                     | Vlaams Belang  | Antwerpen               | Nederlands | |
| Jan Mortelmans                       | Vlaams Belang  | Antwerpen               | Nederlands | |
| Luc Sevenhans                        | Vlaams Belang  | Antwerpen               | Nederlands | Vervangt vanaf 28 juni 2007 Marijke Dillen, die verkiest om in het Vlaams Parlement te blijven zetelen. Vanaf 3 maart 2009 zetelde Sevenhans als onafhankelijke en op 11 december 2009 stapte hij vervolgens over naar de N-VA-fractie. |
| Rita De Bont                         | Vlaams Belang  | Antwerpen               | Nederlands | |
| Filip De Man                         | Vlaams Belang  | Brussel-Halle-Vilvoorde | Nederlands | Ondervoorzitter vanaf 9 oktober 2007. |
| Bart Laeremans                       | Vlaams Belang  | Brussel-Halle-Vilvoorde | Nederlands | Vervangt vanaf 28 juni 2007 Greet Van Linter, die verkiest om in het Vlaams Parlement te blijven zetelen. Laeremans was ondervoorzitter tot 9 oktober 2007 en is voorzitter van de commissie Bedrijfsleven, Wetenschapsbeleid, Onderwijs, Nationale Wetenschappelijke en Culturele Instellingen, Middenstand en Landbouw. |
| Hagen Goyvaerts                      | Vlaams Belang  | Leuven                  | Nederlands | |
| Bert Schoofs                         | Vlaams Belang  | Limburg                 | Nederlands | |
| Annick Ponthier                      | Vlaams Belang  | Limburg                 | Nederlands | Vervangt vanaf 2 juli 2009 Linda Vissers, die lid wordt van het Vlaams Parlement. |
| Guy D'haeseleer                      | Vlaams Belang  | Oost-Vlaanderen         | Nederlands | Quaestor. |
| Barbara Pas                          | Vlaams Belang  | Oost-Vlaanderen         | Nederlands | Vervangt vanaf 28 juli 2007 Gerda Van Steenberge, die verkiest om in het Vlaams Parlement te blijven zetelen. |
| Francis Van den Eynde                | Vlaams Belang  | Oost-Vlaanderen         | Nederlands | |
| Bruno Stevenheydens                  | Vlaams Belang  | Oost-Vlaanderen         | Nederlands | Zetelt vanaf 29 april 2010 als onafhankelijke. |
| Koen Bultinck                        | Vlaams Belang  | West-Vlaanderen         | Nederlands | |
| Peter Logghe                         | Vlaams Belang  | West-Vlaanderen         | Nederlands | Vervangt vanaf 28 juli 2007 Agnes Bruyninckx-Vandenhoudt, die verkiest om in het Vlaams Parlement te blijven zetelen. |
| Bart Somers                          | Open Vld       | Antwerpen               | Nederlands | Voorzitter van de Open Vld-fractie tot 29 november 2007. |
| Yolande Avontroodt                   | Open Vld       | Antwerpen               | Nederlands | |
| Willem-Frederik Schiltz              | Open Vld       | Antwerpen               | Nederlands | |
| Ludo Van Campenhout                  | Open Vld       | Antwerpen               | Nederlands | |
| Maggie De Block                      | Open Vld       | Brussel-Halle-Vilvoorde | Nederlands | Secretaris. |
| Luk Van Biesen                       | Open Vld       | Brussel-Halle-Vilvoorde | Nederlands | |
| Rik Daems                            | Open Vld       | Leuven                  | Nederlands | Quaestor. |
| Katia della Faille-de Limburg Stirum | Open Vld       | Leuven                  | Nederlands | |
| Patrick Dewael                       | Open Vld       | Limburg                 | Nederlands | Vanaf 31 december 2008 voorzitter van de Kamer en voorzitter van de commissie Herziening van de Grondwet en Hervorming der Instellingen.. Dewael werd eerder van 21 december 2007 tot 31 december 2008 als minister in de Federale Regering vervangen door Bruno Steegen. |
| Hilde Vautmans                       | Open Vld       | Limburg                 | Nederlands | Tot 30 juni 2009 voorzitter van de commissie Buitenlandse Betrekkingen en vanaf 30 juni 2009 voorzitter van de Open Vld-fractie. |
| Mathias De Clercq                    | Open Vld       | Oost-Vlaanderen         | Nederlands | Vervangt vanaf 21 december 2007 Karel De Gucht, minister in de Federale Regering. |
| Herman De Croo                       | Open Vld       | Oost-Vlaanderen         | Nederlands | Ondervoorzitter tot 23 april 2008. |
| Carina Van Cauter                    | Open Vld       | Oost-Vlaanderen         | Nederlands | |
| Geert Versnick                       | Open Vld       | Oost-Vlaanderen         | Nederlands | Vanaf 2 juli 2009 voorzitter van de commissie Buitenlandse Betrekkingen. |
| Ine Somers                           | Open Vld       | Oost-Vlaanderen         | Nederlands | Vervangt vanaf 31 december 2008 Guido De Padt, minister in de Federale Regering. |
| Sofie Staelraeve                     | Open Vld       | West-Vlaanderen         | Nederlands | Vervangt vanaf 20 maart 2008 Vincent Van Quickenborne, minister in de Federale Regering. |
| Sabien Lahaye-Battheu                | Open Vld       | West-Vlaanderen         | Nederlands | |
| Roland Defreyne                      | Open Vld       | West-Vlaanderen         | Nederlands | Vervangt vanaf 2 juli 2009 Bart Tommelein, die lid wordt van het Vlaams Parlement. Tommelein was van 29 november 2007 tot 30 juni 2009 voorzitter van de Open Vld-fractie. |
| David Geerts                         | sp.a           | Antwerpen               | Nederlands | Vervangt vanaf 28 juni 2007 Patrick Janssens, die verkiest om in het Vlaams Parlement te blijven zetelen. |
| Christine Van Broeckhoven            | sp.a           | Antwerpen               | Nederlands | |
| Jan Peeters                          | sp.a           | Antwerpen               | Nederlands | |
| Maya Detiège                         | sp.a           | Antwerpen               | Nederlands | |
| Hans Bonte                           | sp.a           | Brussel-Halle-Vilvoorde | Nederlands | Secretaris tot 10 januari 2008. |
| Bruno Tobback                        | sp.a           | Leuven                  | Nederlands | Vanaf 2 juli 2009 voorzitter van de sp.a-fractie. |
| Magda Raemaekers                     | sp.a           | Limburg                 | Nederlands | Vervangt vanaf 2 juli 2009 Peter Vanvelthoven, die lid wordt van het Vlaams Parlement. Vanvelthoven was voorzitter van de sp.a-Spirit/sp.a-Vl.Pro/sp.a-fractie van 19 december 2007 tot 30 juni 2009. |
| Meryame Kitir                        | sp.a           | Limburg                 | Nederlands | |
| Ludwig Vandenhove                    | sp.a           | Limburg                 | Nederlands | Vervangt vanaf 28 juni 2007 Hilde Claes, die verkiest om gedeputeerde van Limburg te blijven. Vandenhove is voorzitter van de commissie Landsverdediging. |
| Cathy Plasman                        | sp.a           | Oost-Vlaanderen         | Nederlands | Vervangt vanaf 2 juli 2009 Freya Van den Bossche, die lid wordt van het Vlaams Parlement. |
| Dirk Van der Maelen                  | sp.a           | Oost-Vlaanderen         | Nederlands | Voorzitter van de sp.a-fractie tot 19 december 2007, secretaris van 10 januari tot 14 oktober 2008 en ondervoorzitter vanaf 14 oktober 2008. |
| Bruno Tuybens                        | sp.a           | Oost-Vlaanderen         | Nederlands | |
| Renaat Landuyt                       | sp.a           | West-Vlaanderen         | Nederlands | Quaestor vanaf 16 juli 2009. |
| Dalila Douifi                        | sp.a           | West-Vlaanderen         | Nederlands | |
| Zoé Genot                            | Ecolo          | Brussel-Halle-Vilvoorde | Frans      | |
| Fouad Lahssaini                      | Ecolo          | Brussel-Halle-Vilvoorde | Frans      | |
| Tinne Van der Straeten               | Groen!         | Brussel-Halle-Vilvoorde | Nederlands | Secretaris. |
| Ronny Balcaen                        | Ecolo          | Henegouwen              | Frans      | Vervangt vanaf 15 juli 2009 Jean-Marc Nollet, minister in de Waalse Regering. Nollet was voorzitter van de Ecolo-Groen!-fractie tot 15 juli 2009. |
| Juliette Boulet                      | Ecolo          | Henegouwen              | Frans      | |
| Muriel Gerkens                       | Ecolo          | Luik                    | Frans      | Tot 16 juli 2009 voorzitter van de commissie Volksgezondheid, Leefmilieu en Maatschappelijke Hernieuwing en vanaf 16 juli 2009 voorzitter van de Ecolo-Groen!-fractie. |
| Eric Jadot                           | Ecolo          | Luik                    | Frans      | Vervangt vanaf 15 juli 2009 Philippe Henry, minister in de Waalse Regering. |
| Georges Gilkinet                     | Ecolo          | Namen                   | Frans      | |
| Thérèse Snoy                         | Ecolo          | Waals-Brabant           | Frans      | Vanaf 16 juli 2009 voorzitter van de commissie Volksgezondheid, Leefmilieu en Maatschappelijke Hernieuwing. |
| Meyrem Almaci                        | Groen!         | Antwerpen               | Nederlands | |
| Stefaan Van Hecke                    | Groen!         | Oost-Vlaanderen         | Nederlands | |
| Wouter De Vriendt                    | Groen!         | West-Vlaanderen         | Nederlands | |
| Georges Dallemagne                   | cdH            | Brussel-Halle-Vilvoorde | Frans      | Vervangt vanaf 20 maart 2008 Joëlle Milquet, minister in de Federale Regering. |
| Clotilde Nyssens                     | cdH            | Brussel-Halle-Vilvoorde | Frans      | Vervangt vanaf 5 juli 2007 Benoît Cerexhe, minister in de Brusselse Hoofdstedelijke Regering. |
| Catherine Fonck                      | cdH            | Henegouwen              | Frans      | Werd als minister in de Franse Gemeenschapsregering van 5 juli 2007 tot 25 juni 2009 opgevolgd door David Lavaux en van 25 juni 2009 tot 16 juli 2009 door Hélène Couplet-Clément. |
| Christian Brotcorne                  | cdH            | Henegouwen              | Frans      | Vanaf 22 maart 2008 voorzitter van de cdH-fractie. |
| David Lavaux                         | cdH            | Henegouwen              | Frans      | Vervangt vanaf 25 juni 2009 Véronique Salvi, die lid wordt van het Waals Parlement. |
| Marie-Martine Schyns                 | cdH            | Luik                    | Frans      | Vervangt vanaf 20 maart 2008 Melchior Wathelet, staatssecretaris in de Federale Regering. Wathelet was voorzitter van de cdH-fractie tot 20 maart 2008. |
| Joseph George                        | cdH            | Luik                    | Frans      | Vervangt vanaf 5 juli 2007 Marie-Dominique Simonet, minister in de Waalse Regering. |
| Josy Arens                           | cdH            | Luxemburg               | Frans      | |
| Isabelle Tasiaux-De Nys              | cdH            | Namen                   | Frans      | Vervangt vanaf 28 juni 2009 Maxime Prévot, die lid wordt van het Waals Parlement. |
| Brigitte Wiaux                       | cdH            | Waals-Brabant           | Frans      | Vervangt vanaf 5 juli 2007 André Antoine, minister in de Waalse Regering. |
| Rob Van de Velde                     | LDD            | Antwerpen               | Nederlands | Vervangt vanaf 28 juni 2007 Jurgen Verstrepen, die verkiest om in het Vlaams Parlement te blijven zetelen. |
| Martine De Maght                     | LDD            | Oost-Vlaanderen         | Nederlands | |
| Jean-Marie Dedecker                  | LDD            | West-Vlaanderen         | Nederlands | Voorzitter van de LDD-fractie tot 21 april 2009, een functie die Dedecker opnieuw uitoefende vanaf 4 mei 2009. |
| Paul Vanhie                          | LDD            | West-Vlaanderen         | Nederlands | Vervangt vanaf 2 juli 2009 Ulla Werbrouck, die lid wordt van het Vlaams Parlement. |
| Dirk Vijnck                          | LDD            | Leuven                  | Nederlands | Stapte op 21 april 2009 over naar Open Vld, maar keerde op 4 mei 2009 alweer terug naar de LDD. |
| Patrick Cocriamont                   | Front National | Henegouwen              | Frans      | |

## Conflict omtrent samenstelling van het bureau van de kamer
De kamer is er bij de opening van de 52e legislatuur op 28 juni niet in geslaagd een bureau te kiezen en quaestoren aan te duiden. Het aantal leden van het vast bureau en van het college van quaestoren ligt niet vast, enkel de maxima zijn bepaald. Dit zijn zeer gewilde functies, omdat hieraan een aanzienlijke financiële vergoeding is verbonden. Normaal gezien gebeurt dit ter gelegenheid van de eerste zitting van de nieuw verkozen kamer.
Kern van het probleem is de houding van de PS, die niet wil dat vertegenwoordigers van het VB in deze organen zetelen. De andere Franstalige partijen, cdH en MR, die in coalitiegesprekken verzeild zijn, sluiten zich aan bij het standpunt van de PS, uit angst electoraal verlies te lijden.
In 2003 haalden de Franstalige socialisten reeds hun slag thuis en konden het VB weren, al kreeg de partij, die ermee dreigde de werking van de Kamer te blokkeren, een toegevoegd lid aan het bureau. De vergoeding voor deze functie is aanzienlijk minder.
Op 5 juli 2007 komt de conferentie van voorzitters, met onder meer de fractieleiders en de aftredend kamervoorzitter Herman De Croo, samen om een oplossing te zoeken. CD&V heeft daarbij de sleutel in handen. Omdat de partij gegarandeerd de nieuwe voorzitter levert, beschikt ze over de mogelijkheid om de zaak deblokkeren. Zij kan ervoor kiezen het VB uit te sluiten, en voor een minimale bezetting van het bureau te kiezen. Maar dan verliest die partij ook twee financieel lucratieve troostprijzen voor CD&V-Kamerleden met een mooie staat van dienst.
De Kamer is pas rechtsgeldig samengesteld wanneer er ook een nieuw bureau is. Dat bestaat uit de voorzitter, maximaal vijf ondervoorzitters en maximaal vier secretarissen. Daarnaast is er nog het college van questoren, dat instaat voor het financiële beheer van de Kamer. Dat bestaat uit vijf of zes Kamerleden. Reglementair kan er nog één week gewacht worden, en moet pas ten laatste op 12 juli 2007 definitief een bureau worden aangesteld. Ondertussen kan de Kamer niet aan de slag. Er kunnen niet eens commissies worden gevormd.
Er werd alvast beslist een voorlopig mini-bureau samen te stellen in afwachting van de definitieve beslissing op 12 juli. Dit mini-bureau bestaat uit slechts 3 ondervoorzitters en 4 quaestoren. Enkel CD&V/N-VA, MR, PS en Open Vld zijn vertegenwoordigd in het mini-bureau.
De vorige jaren kreeg het VB steeds een toegevoegd lid toegewezen, maar deze keer zou de partij op basis van de nieuwe krachtsverhoudingen op een belangrijkere functie recht hebben. Indien voor de verdeling van de posten zoals gebruikelijk het Systeem D'Hondt wordt toegepast, zou het VB de vierde ondervoorzitter en de vijfde quaestor mogen leveren.
Zowel het VB als de sp.a spreken van een vaudeville. VB-fractieleider Gerolf Annemans stelt: De vierde ondervoorzitter en de vijfde quaestor zouden in een normaal democratisch systeem, zoals dat in ieder ander parlement wordt toegepast, een Vlaams Belanger zijn. Door deze vaudeville ontstaat in de Kamer een schandalige toestand die de Vlaams Belang-kamerfractie morgen tijdens de zitting uitvoerig uit de doeken zal doen.
Ook de Vlaamse socialisten zitten na deze beslissing niet meer in het bureau van de kamer. Aangezien de Vlaamse socialisten nu kleiner zijn dan de Vlaams-nationalisten vallen ook zij nu uit de boot. De partij vreest bij monde van fractieleider Dirk Van der Maelen dat deze voorlopige oplossing weleens een definitieve oplossing zou kunnen worden: En dat kunnen wij niet pikken. In de organen moeten alle democratische partijen vertegenwoordigd zijn. Dit zou een breuk betekenen met wat in het verleden altijd gebeurd is. Partijen van de grootte van de sp.a zijn altijd vertegenwoordigd geweest. Ik stel vast dat nu alleen de grote partijen aan hun trekken komen.
Ook Luc Van Der Kelen noemt deze vootrgang ondemocratisch in Het Laatste Nieuws van 5 juli 2007. Hij stelt: veronderstel even dat het Vlaams Belang over vier jaar opnieuw het resultaat van 2004 zou halen: zullen de drie ondervoorzitters er dan twee worden en de vier quaestoren drie of zal men het bureau dan voor de gemakkelijkheid maar ineens afschaffen? Want het moet gezegd, het begint nu toch wel gênant te worden. Landen waar het reglement van het parlement 'à la tête du client' wordt toegepast om verkozen vertegenwoordigers uit te sluiten uit niet eens essentiële organen, worden meestal geen democratieën genoemd. Zoiets komt voor in semidemocratieën als Servië of Rusland of erger. De Vlaamse partijen zitten er wel verveeld mee, hoor ik, maar ja, de Franstaligen willen het zo, dus gebeurt het zo. Of niet soms?
De derde plenaire zitting van 14 juli 2007 kon het tijdelijk bureau volledig worden verkozen. Dit zal wel nog worden gewijzigd eenmaal de regering is gevormd.

## Politiek bestuur
Op 12 juli 2007 slaagde de kamer erin, in haar derde plenaire zitting, een eerste politiek bestuur te kiezen. Dit bestuur kan nog wijzigen, eenmaal de regering is gevormd en de ministers zijn gekend.

### Voorzitter van de Kamer
- Herman Van Rompuy (CD&V) was enige kandidaat en werd met algemeen applaus verkozen.

### Bureau van de Kamer
- Voorzitter: Herman Van Rompuy (CD&V)
- 1e Ondervoorzitter: Olivier Chastel (MR) was enige kandidaat en werd met algemeen applaus verkozen en wordt opgevolgd door Corinne De Permentier (MR).
- 2e Ondervoorzitter: Jean-Marc Delizée (PS) was enige kandidaat en werd met algemeen applaus verkozen.
- 3e Ondervoorzitter: Herman De Croo (Open Vld) unaniem verkozen met eenparigheid op de kieslijst. (*)
- 4e Ondervoorzitter: Bart Laeremans (VB) unaniem verkozen met eenparigheid op de kieslijst. (*)
- 5e Ondervoorzitter: Bart De Wever (N-VA) unaniem verkozen met eenparigheid op de kieslijst. (*)
- 1e secretaris: Hans Bonte (sp.a) unaniem verkozen met eenparigheid op de kieslijst.
- 2e secretaris: Tinne Van der Straeten (Groen!) unaniem verkozen met eenparigheid op de kieslijst.
- 3e secretaris: Corinne De Permentier (MR) unaniem verkozen met eenparigheid op de kieslijst.
- 4e secretaris: Maggie De Block (Open Vld) unaniem verkozen met eenparigheid op de kieslijst.
- toegevoegd bureaulid: -
- fractieleider CD&V/N-VA: Pieter De Crem wordt op 21 december 2007 opgevolgd door Servais Verherstraeten (CD&V)
- fractieleider MR: Daniel Bacquelaine
- fractieleider PS: Thierry Giet
- fractieleider Open Vld: Bart Tommelein wordt op 2 juli 2009 opgevolgd door Hilde Vautmans
- fractieleider sp.a/Spirit: Dirk Van der Maelen wordt op 21 december 2007 opgevolgd door Peter Vanvelthoven die op 2 juli 2009 wordt opgevolgd door Bruno Tobback (sp.a)
- fractieleider VB: Gerolf Annemans
- fractieleider Ecolo-Groen!: Jean-Marc Nollet wordt op 15 juli 2009 opgevolgd door Muriel Gerkens (Ecolo)

### Conferentie van Voorzitters van de Kamer
- Voorzitter: Herman Van Rompuy (CD&V)
- 1e Ondervoorzitter: Olivier Chastel (MR) wordt opgevolgd door Corinne De Permentier (MR)
- 2e Ondervoorzitter: Jean-Marc Delizée (PS)
- 3e Ondervoorzitter: Herman De Croo (Open Vld)
- 4e Ondervoorzitter: Bart Laeremans (VB)
- 5e Ondervoorzitter: Bart De Wever (N-VA)
- gewezen voorzitter van de Kamer: Herman De Croo
- fractieleider CD&V/N-VA: Pieter De Crem wordt op 21 december 2007 opgevolgd door Servais Verherstraeten (CD&V)
- fractieleider MR: Daniel Bacquelaine
- fractieleider PS: Thierry Giet
- fractieleider Open Vld: Bart Tommelein wordt op 2 juli 2009 opgevolgd door Hilde Vautmans
- fractieleider sp.a/Spirit: Dirk Van der Maelen wordt op 21 december 2007 opgevolgd door Peter Vanvelthoven die op 2 juli 2009 wordt opgevolgd door Bruno Tobback (sp.a)
- fractieleider VB: Gerolf Annemans
- fractieleider Ecolo-Groen!: Jean-Marc Nollet (Ecolo) wordt op 15 juli 2009 opgevolgd door Muriel Gerkens (Ecolo)
- fractieleider cdH: Melchior Wathelet wordt op 20 maart 2008 opgevolgd door Christian Brotcorne (cdH)
- fractieleider LDD: Jean-Marie Dedecker
- fractielid CD&V/N-VA: ...
- fractielid MR: ...
- fractielid PS: ...
- fractielid Open Vld: ...
- fractielid sp.a/Spirit: ...
- fractielid VB: ...
- fractielid Ecolo-Groen: Stefaan Van Hecke (Groen!) wordt opgevolgd door Meyrem Almaci (Groen!)
- fractielid cdH: ...
- fractielid LDD: ...
- minister die instaat voor de betrekkingen van de regering met de Kamer: ...

### College van quaestoren
- 1e quaestor: Luc Goutry (CD&V)
- 2e quaestor: Olivier Maingain (FDF)
- 3e quaestor: Colette Burgeon (PS), wordt van 17 januari 2008 tot 16 juli 2009 vervangen door Claude Eerdekens (PS)
- 4e quaestor: Rik Daems (Open Vld)
- 5e quaestor: Guy D'Haeseleer (VB)
- 6e quaestor: Servais Verherstraeten (CD&V), wordt op 10 januari 2008 vervangen door Stefaan De Clerck (CD&V). De Clerck wordt op 19 februari 2009 vervangen door Gerald Kindermans (CD&V), die op 16 juli 2009 vervangen wordt door Renaat Landuyt (sp.a)

Alle leden werden unaniem verkozen met eenparigheid op de kieslijst (**)
Vanaf 30 december 2008  wordt Herman van Rompuy (CD&V) premier en wordt als voorzitter vervangen door Patrick Dewael (Open Vld).

## Commissies
Vanaf 30 december 2008 is de verdeling van de commissies als volgt.

### Parlementaire overlegcommissie
- Voorzitter: Herman Van Rompuy (CD&V) wordt vervangen door 1e ondervoorzitter Olivier Chastel (MR) wordt vervangen door Patrick Dewael
- lid CD&V-N-VA: Pieter De Crem wordt vervangen door Roel Deseyn
- lid CD&V-N-VA: Herman Van Rompuy wordt vervangen door Peter Leyman
- lid CD&V-N-VA: Mia De Schamphelaere wordt vervangen door Jan Jambon
- lid MR: François-Xavier de Donnea wordt vervangen door Daniel Bacquelaine
- lid MR: Corinne De Permentier wordt vervangen door Valérie De Bue
- lid PS: Thierry Giet wordt vervangen door Yvan Mayeur
- lid PS: Alain Mathot wordt vervangen door Colette Burgeon
- lid Open Vld: Herman De Croo wordt vervangen door Hilde Vautmans
- lid VB: Gerolf Annemans wordt vervangen door Bruno Valkeniers
- lid sp.a/Spirit: Dirk Van der Maelen wordt vervangen door Hans Bonte
- lid Ecolo-Groen!: Jean-Marc Nollet wordt vervangen door Meyrem Almaci

Deze commissie telt 12 effectieven en 12 plaatsvervangers.

### Vaste commissies
In de legislatuur 2007-2010 telde de kamer 11 vaste commissies:
- commissie voor de binnenlandse zaken, de algemene zaken en het openbaar ambt (Voorzitter: Pieter De Crem CD&V, wordt vervangen door André Frédéric PS)
- commissie voor de justitie (Voorzitter: Claude Eerdekens PS, wordt vervangen door Mia De Schamphelaere (CD&V) en later door Sonja Becq (CD&V)
- commissie voor de financiën en de begroting (Voorzitter: François-Xavier de Donnea MR)
- commissie belast met de problemen inzake handels- en economisch recht (Voorzitter: Sarah Smeyers N-VA, wordt vervangen door Sonja Becq CD&V en daarna door Gerald Kindermans (CD&V)
- commissie voor het bedrijfsleven, het wetenschapsbeleid, het onderwijs, de nationale wetenschappelijke en culturele instellingen, de middenstand en de landbouw (Voorzitter: Bart Laeremans VB)
- commissie voor de infrastructuur, het verkeer en de overheidsbedrijven (Voorzitter: François Bellot MR)
- commissie voor de sociale zaken (Voorzitter: André Frédéric PS, wordt vervangen door Yvan Mayeur)
- commissie voor de volksgezondheid, het leefmilieu en de maatschappelijke hernieuwing (Voorzitter: Muriel Gerkens Ecolo, wordt vervangen door Thérèse Snoy)
- commissie voor de buitenlandse betrekkingen (Voorzitter: Hilde Vautmans Open Vld, wordt vervangen door Geert Versnick)
- commissie voor de landsverdediging (Voorzitter: Ludwig Vandenhove sp.a)
- commissie voor de herziening van de grondwet en de hervorming van de instellingen (Voorzitter: Herman Van Rompuy CD&V, wordt vervangen door Patrick Dewael Open Vld)

Deze commissies tellen 17 effectieven en 17 plaatsvervangers. Elke vaste commissie wordt samengesteld volgens volgende stemverhoudingen, waarbij de vertegenwoordigers van LDD en FN niet automatisch zetelenin alle commissies:
- CD&V/N-VA: 4 leden en 5 vervangers (3 commissievoorzitters)
- MR: 3 leden en 4 vervangers (2 commissievoorzitters)
- PS: 2 leden en 3 vervangers (2 commissievoorzitters)
- Open Vld: 2 leden en 3 vervangers (1 commissievoorzitter)
- VB: 2 leden en 3 vervangers (1 commissievoorzitter)
- sp.a/Spirit: 2 leden en 3 vervangers (1 commissievoorzitters)
- Ecolo-Groen! 1 lid en 2 vervangers (1 commissievoorzitter)
- cdH: 1 lid en 2 vervangers

### Bijzondere commissies
De kamer telt momenteel volgende bijzondere commissies:
- commissie voor de comptabiliteit
- commissie voor de naturalisaties
- commissie voor de verzoekschriften
- commissie voor de vervolgingen
- commissie belast met de parlementaire begeleiding van het vast comité van toezicht op de inlichtingendiensten en van het vast comité van toezicht op de politiediensten
- commissie voor controle op de wapenhandel
- commissie voor verkiezingsuitgaven en de boekhouding van de politieke partijen

Deze commissies tellen verschillende aantallen effectieven plaatsvervangers.
De bijzondere commissie voor de inbeschuldigingstelling van ministers wordt slechts samengesteld indien er daadwerkelijk een klacht werd ingediend die ter behandeling voorligt.

### Tijdelijke commissie
De kamer telt momenteel geen tijdelijke commissies.
Vanaf 2 juli 2009 telt de N-VA een eigen fractie met zeven leden, wat aanleiding geeft tot een vaste vertegenwoordiging ten nadele van de PS.

## Legende
- CD&V: Christen-Democratisch en Vlaams
- N-VA: Nieuw-Vlaamse Alliantie
- Open Vld: Open Vlaamse Liberalen en Democraten
- sp.a: Socialistische Partij anders
- VB: Vlaams Belang
- LDD: Lijst Dedecker
- Groen!
- MR: Mouvement Réformateur
- PS: Parti Socialiste
- cdH: centre démocrate Humaniste
- Écolo: Ecologistes Confédérés pour l'Organisation de Luttes Originales
- FN: Front National
- (*) de PS bij monde van Thierry Giet vroeg steeds af te wijken van het reglement, en het aantal kandidaten te beperken tot 3 in plaats van 5 en 4 in plaats van 6, telkenmale om het VB buiten het bestuur te houden. De CD&V-N-VA bij monde van Pieter De Crem vroeg steeds de toepassing van het reglement. Hierover werd telkens gestemd, en de motie van de PS werd verworpen (59 voor, 75 tegen, 0 onthoudingen).